# Larry Ellison
Lawrence Joseph Ellison (El Bronx, Nueva York; 17 de agosto de 1944), más conocido como Larry Ellison, es un empresario y emprendedor multimillonario e informático teórico estadounidense, cofundador de la empresa Oracle, de la cual posee un 35% y fue director ejecutivo desde 1977 hasta 2015. Considerado como excéntrico por sus gustos extravagantes, es uno de los multimillonarios más conocidos y en 2023 ocupa el 4.º puesto entre las mayores fortunas personales del mundo según la revista Forbes.
En junio de 2023, Ellison aumentó su fortuna, y llegó a ocupar el tercer puesto, desbancando al empresario Jeff Bezos en su puesto entre las personas más ricas del mundo según la revista Forbes.
Además Ellison posee el 98% de Lanai, la sexta mayor isla del archipiélago de Hawái, lo que ha causado múltiples dificultades a sus habitantes.
El 18 de septiembre de 2014, Oracle anunció que Ellison abandonaría de manera inmediata su puesto como director ejecutivo de la empresa, desempeñando a partir de ese momento la función de director de tecnología. En su lugar Mark Hurd y Safra Catz fueron nombrados directores ejecutivos. De esta manera, Ellison dejó un puesto que había ocupado durante 37 años, desde la creación de la empresa en 1977.

## Biografía
Ellison nació en la ciudad de Nueva York. Su madre, Florence Spellman, soltera, dio a luz con 19 años; posteriormente, entregó su hijo a su hermana para que fuera criado en Chicago. Lillian Spellman Ellison y Louis Ellison –de origen ruso– adoptaron a Lawrence cuando este tenía nueve meses. Tras 48 años, Lawrence conoció finalmente a su madre. La identidad del padre es desconocida.
La casa de los Ellison era un apartamento de dos habitaciones en el barrio de Chicago South Shore, habitado mayoritariamente por parejas de ingresos medios-bajos. Larry recuerda a su madre adoptiva como cariñosa y atenta, al contrario que a su padre, austero, insoportable y distante.
Dejó la Universidad de Illinois al final de su segundo año sin presentarse a los exámenes finales debido a la muerte de su madre adoptiva. Tras pasar un verano en el norte de California donde vivió con su amigo Chuck Weiss, se matriculó en la Universidad de Chicago en la especialidad  de ciencia de la computación de la cual nunca se graduó. A los 20 años se trasladó definitivamente a California.

## Trayectoria profesional
Durante la década de 1970, Ellison trabajó para Ampex Corporation y luego en dos empresas más.
Para la empresa en la que trabajaba, luego de que un contratista falló, realizó un desarrollo a la medida. Para esto, contrató a sus dos exjefes. Formaron una compañía. Al finalizar exitosamente el proyecto les dijo que no volverían a hacer desarrollo a la medida sino algo que pudieran vender muchas veces.

### Oracle
Larry Ellison, Ed Oates y Bob Miner fundan en 1977 una empresa de consultoría llamada Software Development Laboratories (SDL), y tiempo después obtienen un contrato con la CIA para diseñar un sistema especial de bases de datos con código clave «Oracle». Ellison y Miner habían leído un artículo en la revista IBM Journal of Research and Development donde se describía una versión preliminar del lenguaje SQL, basado en el artículo de E. F. Codd donde propone el modelo relacional: «A Relational Model of Data for Large Shared Data Banks». IBM había autorizado publicar el trabajo de Codd, luego de intentar fallidamente hacer un RDBMS IBM System R, que también se basaba en las teorías de Codd. IBM se negó a compartir código del sistema R. La versión inicial de Oracle fue la 2. No hubo Oracle 1. El número de versión pretendía dar a entender que ya se habían corregido todos los errores que pudieran existir en una versión anterior.
Los socios fundaron Oracle colocando 1400 USD de su propio dinero, bajo el nombre de Laboratorios de Desarrollo de Software (SDL). En 1979, la empresa pasó a denominarse Relational Software Inc., posteriormente rebautizada como Oracle después del éxito del producto insignia de base de datos Oracle. El nombre lo tomó de un proyecto de Inteligencia, al que le habían vendido la base de datos. 
En 1979 y buscando la coherencia con sus objetivos empresariales, SDL cambia de nombre a Relational Software Incorporated (RSI). La compañía busca tener un producto que fuese compatible con el SQL de IBM, y además enfocarse en un mercado de las minicomputadoras, abarcando así un segmento que en esos momentos a IBM no le interesaba.
En 1983 RSI cambia su nombre a Oracle Systems Corporation, y poco después se acorta al actual «Oracle Corporation». El siguiente año empieza a comercializar Oracle V3, agregando el manejo de transacciones a través de las instrucciones COMMIT y ROLLBACK. De hecho, el producto es recodificado en C lo que permite expandir las plataformas de ejecución para incluir los entornos Unix, cuando hasta aquí era sólo sobre Digital VAX/VMS.
En 1985, Oracle V4 soporta consistencia de lectura y en 1986 Oracle V5 empieza a soportar el modelo cliente/servidor para unirse al auge de la aparición de las redes. Además, se soporta la ejecución de queries distribuidos. El mismo año 1986 fue cuando Oracle comenzó a cotizar en el índice NASDAQ de la bolsa de Nueva York (Estados Unidos).
En 1989 lanzan al mercado el ERP de Oracle, conocido como Oracle Financials®, junto a la versión 6 del motor, que agrega un lenguaje procedural (PL/SQL), bloqueo a nivel de fila y las posibilidades de hacer respaldos sin la necesidad de terminar los procesos involucrados.
En 1990, en el único trimestre donde perdió dinero, Oracle despidió alrededor del 10 % (alrededor de cuatrocientas personas) de sus trabajadores debido a una falta de coincidencia entre el efectivo y los ingresos. Esta crisis llegó a causa de «la estrategia de comercialización de Oracle», en la que se instó a la gente de ventas a inducir a clientes potenciales para que compraran la mayor cantidad posible de programas a la vez. El personal de ventas se reserva el valor de las ventas de licencias futuras en el actual trimestre, lo que aumenta sus bonos. Esto se convirtió en un problema cuando las ventas futuras, posteriormente no se materializaron. Oracle finalmente tuvo que replantear sus ganancias en dos ocasiones, y también resolver las demandas de acción de la corte de clase que surgieron del hecho de haber exagerado sus ganancias. Ellison, diría más tarde que Oracle había cometido «un error de negocio increíble».
Aunque IBM dominaba el mercado de mainframes, con las bases de datos jerárquicas y en red, (SQL/DS), nunca comercializó sus RDBMS (System/R) y se demoró varios años en entrar en el mercado de bases de datos relacionales en UNIX y sistemas operativos Windows. Esto dejó la puerta abierta para Sybase, Oracle e Informix –y, eventualmente, Microsoft– para dominar sistemas de gama media y microcomputadoras. Oracle fue el primer RDBMS comercial.
Alrededor de este tiempo, Oracle cayó detrás de Sybase. En el período 1990-1993, Sybase fue la compañía de gestión de bases de datos relacional con mayor crecimiento y proveedor de la industria de la querida base de datos, pero pronto fue víctima de su manía de las fusiones. En 1993 la fusión de Sybase con Powersoft resultó en una pérdida de concentración en su tecnología de base de datos central. En 1993, Sybase vendió los derechos de su software de base de datos que ejecutan bajo el sistema operativo Windows de Microsoft Corporation, que ahora se comercializa bajo el nombre de SQL Server.
En 1992, para convertirse en una base de datos completa, aparece Oracle V7h, donde la «h» viene de «datawareHouse», aunque lo más significativo es el soporte de la integridad referencial, el almacenamiento y ejecución de programas escritos en PL/SQL dentro del motor y la definición de triggers de base de datos.
En 1994, Informix Software se convirtió en el rival más importante de Oracle. La guerra intensa entre el director ejecutivo de Informix Phil White y Ellison fue noticia habitual de Silicon Valley durante tres años. En abril de 1997, Informix anunció una estimación de beneficios importante de ingresos y ganancias de las regularizaciones. Phil White finalmente terminó en la cárcel. Informix fue absorbida por IBM en el 2000. 
En 1997, siendo Internet ya una realidad y con los nuevos paradigmas de programación empezando a aparecer para intentar desplazar a los paradigmas imperativos, Oracle V8 comienza a soportar desarrollos orientados a objetos y el almacenamiento y ejecución de contenido multimedia, y en 1999 sale a la luz Oracle 8i para estar a tono con los requerimientos de la Internet, de donde se derive la «i» del nombre. Además, el motor incorpora una Máquina Virtual Java (Java Virtual Machine) interna para soportar el almacenamiento y ejecución de código Java dentro del motor.
Una vez que Informix y Sybase fueron derrotados, Oracle disfrutó de años de dominio de la industria hasta el lugar de Microsoft SQL Server a finales de los 90 y la adquisición de IBM Informix Software en 2001 para complementar su base de datos DB2. Hoy en día la principal competencia de Oracle para las licencias de nueva base de datos en UNIX, Linux y sistemas operativos de Windows está con DB2 de IBM, y con Microsoft SQL Server -cuya base instalada es mayormente en Windows aunque también existe una versión para Linux desde el año 2017. DB2 de IBM sigue dominando el mercado de bases de datos de mainframe.
En 2001, Oracle 9i trae más de cuatrocientas nuevas características incluyendo la habilidad de manipular documentos XML, opciones de alta disponibilidad, bases de datos en clúster. Un avance importante se hace sobre la definición de bases de datos virtuales (VPD), autenticación vía LDAP y en la autoadministración de la base de datos.
En 2003, Oracle Corporation lanza Oracle 10g, donde la «g» viene de «Grid», incorporando el manejo y administración de bases de datos Grid Computing, un conjunto de bases de datos cuya administración de espacio, recursos y servicios pueden administrarse como si fueran una sola.
En 2005, dos años después, la compañía adquiere PeopleSoft, una empresa de RRHH y aplicaciones ERP.
En 2007, Oracle anunció la última versión de su base de datos en la ciudad de Nueva York, la denomina Oracle 11g, el siguiente paso en la historia de la innovación tecnológica de Oracle Corporation.
En abril de 2009, Oracle anunció su intención de comprar Sun Microsystems después de un tira y afloja con IBM y Hewlett-Packard. La Unión Europea aprobó la adquisición de Sun Microsystems por parte de Oracle el 21 de enero de 2010 y acordó que «la adquisición de Sun por Oracle tiene el potencial de revitalizar los activos importantes y crear productos nuevos e innovadores».
En septiembre de 2014, su fundador, Larry Ellison, se retira de la dirección general de la compañía quedando como presidente ejecutivo de la Junta Directiva y director general de Tecnología. En su reemplazo fueron nombrados como directores generales Safra Catz y Mark Hurd.
En 2018 la compañía anunció el lanzamiento de Oracle Autonomous Database, considera la primera base de datos autónoma.